# Soues, Hautes-Pyrénées
Soues är en kommun i departementet Hautes-Pyrénées i regionen Occitanien i sydvästra Frankrike. Kommunen ligger i kantonen Laloubère som tillhör arrondissementet Tarbes. År 2022 hade Soues 3 000 invånare.

## Befolkningsutveckling
Antalet invånare i kommunen Soues
| Referens: INSEE |